# Phanerotoma grapholithae
Phanerotoma grapholithae är en stekelart som beskrevs av Muesebeck 1933. Phanerotoma grapholithae ingår i släktet Phanerotoma och familjen bracksteklar. Inga underarter finns listade i Catalogue of Life.